# Galliate
 (décembre 2023).
Si vous disposez d'ouvrages ou d'articles de référence ou si vous connaissez des sites web de qualité traitant du thème abordé ici, merci de compléter l'article en donnant les références utiles à sa vérifiabilité et en les liant à la section « Notes et références ».
Galliate est une commune italienne de la province de Novare dans la région du Piémont en Italie.

## Géographie
Galliate se trouve à environ 7 km du centre de Novare, les deux communes sont séparées uniquement par l'autoroute A4. Elle est à environ 45 km de Milan et à 100 km de Turin.
La municipalité est située au bord de la vallée du Tessin et fait partie du parc naturel de la vallée du Tessin.

### Communes limitrophes

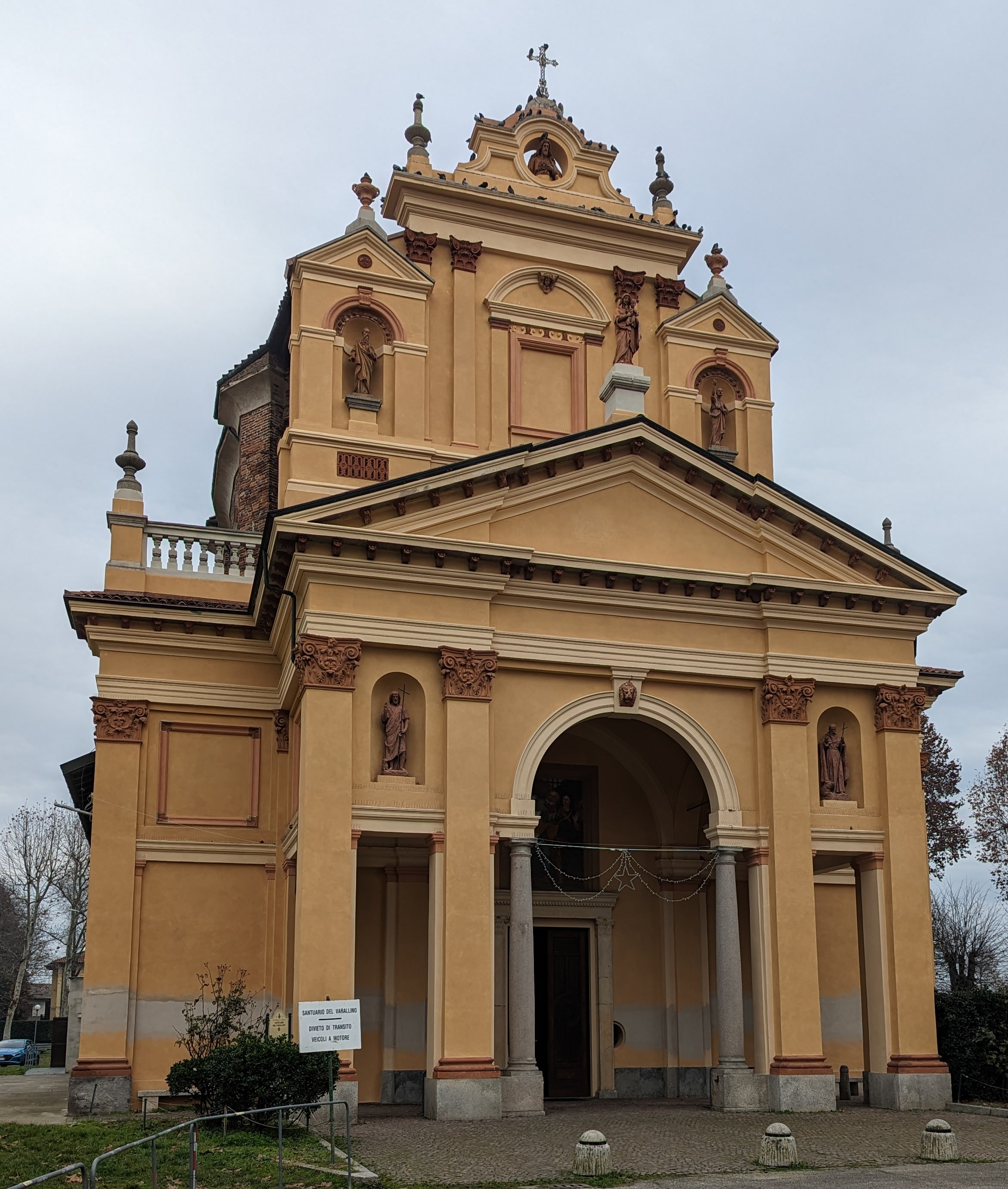
L'église San Pietro Vulpiate, sanctuaire de Varallino (petit Mont Sacré de Varallo.

Cameri, Novare, Romentino, Turbigo

## Histoire
Le suffixe -ate du toponyme indique une origine celtique probable.
Les premiers vestiges importants remontent à l'âge du bronze (XIIe au Xe siècle av. J.-C.). À l'époque romaine, son territoire, habité de façon constante, était organisé par la centuriation romaine. Ceux qui vivaient dans ces terres y ont laissé des traces de leur passage. Dans une vaste zone au nord de la ville, des objets datant de la période comprise entre l'âge du fer et l'époque romaine ont été trouvés.
Le nom Galeatum apparaît pour la première fois dans un document datant vers 840. Le premier noyau urbain (appelé plus tard Galliate Vecchio) s'est formé près d'une route qui traversait l'ancien cardo maximus romain. Un château y a été construit (dont il n'y a pas de traces aujourd'hui) en 911 par Bérenger Ier de Frioul en tant que défense contre les raids des magyars.
En opposition à la ville qui se tournait vers Novare, l'archevêque de Milan, pour étendre son hégémonie au-delà du Tessin, a fait construire un nouveau village plus à l'est de l'ancien (un parchemin de 1092 le nomme Galliate Nuovo) avec un château, déjà attesté en 1057. À la fin du XIe siècle, les terres de Galliate étaient divisées entre deux villages et deux châteaux liés à deux évêques en concurrence l'un avec l'autre: Galliate Vecchio à l'évêque de Novare, Galliate Nuovo à celui de Milan.
En 1154, Frédéric Barberousse, ennemi de Milan et allié de Novare, a détruit le pont, le village et le château du nouveau hameau qui, ont été reconstruits par les Milanais.
La controverse entre les deux parties de Galliate a repris entre le XIIIe et le  XIVe siècle lorsque Novare a tenté d'imposer son autorité sur Galliate en détruisant les deux châteaux et réactivant ainsi la lutte avec Milan. À cette occasion, les villageois ont montré leur caractère fort, luttant pour défendre leur liberté. Le symbole du village, un coq fier et féroce, en est le témoin aujourd'hui.
En 1356, Galéas II Visconti entre en possession des territoires de Galliate, les transformant en un bastion militaire pour la défense des territoires de la vallée moyenne duTessin. Le village a ainsi acquis une grande importance stratégique pour Milan, attestée par les statuts accordés en 1396 et reconfirmés lors des deux siècles suivants. À la chute des Visconti, le village de Galliate est passé aux Sforza qui, en 1450, l'ont donné au condottiere Ugolino Crivelli, qui l'a érigé en comté, lui donnant des armoiries, avec un coq doré sur un champ bleu.
Le château, restauré à l'époque des Visconti, a atteint sa taille actuelle entre 1476 et 1496, lorsqu'il a été choisi comme la résidence ducale des Sforza, qui avait de nouveau repris le comté. Galéas d'abord, Ludovic Sforza ensuite l'utilisait alors pour leurs chevaux dans la vallée du Tessin.
Avec le traité de Vienne, Galliate passe à la maison de Savoie, entrant dans la période napoléonienne pour rejoindre le royaume d'Italie et revenir au royaume de Sardaigne avec la restauration.
Pendant la campagne d'Italie, en 1859, la ville a accueilli le quartier général de Victor-Emmanuel II.
Au cours de la seconde moitié du XIXe siècle, Galliate était le premier centre manufacturier du textile, en particulier pour le traitement du coton, ce qui a été le moteur du développement local au cours du XXe siècle, le transformant d'un bourg rural en un centre industriel.

## Lieux et monuments
Le cœur de Galliate est organisé autour de la piazza Vittorio Veneto, surplombée par le château des Sforza, le clocher et l'abside de l'église des saints Pierre et Paul. À partir d'un travail de recherche de trois ans et mené par cinq universités européennes avec le soutien de la Communauté européenne, une exposition et une conférence intitulée « Carrés d'Europe, places pour l'Europe » ont été présentées à Venise en 2007, dans lesquelles il est souligné, non seulement le carré comme lieu d'art, mais aussi comme espace social ouvert à la citoyenneté. À la suite de cette initiative, la place centrale de Galliate figurait parmi les 60 places européennes d'agrément public exemplaire et de lieu de coexistence humaine.

## Administration
| Période | Période  | Identité            | Étiquette     | Qualité |
| ------- | -------- | ------------------- | ------------- | ------- |
| 2019    | En cours | Claudiano Di Caprio | Ligue du Nord |         |

## Personnalités liées à Galliate
- Giovanni Guarlotti, né le 19 novembre 1869 à Galliate et mort le 9 mai 1954, est un peintre italien, actif principalement à Turin.
- Massimo Maccarone, footballeur international italien né le 6 septembre 1979 à Galliate.
- Giovanni Antonio Merli, un peintre italien de la haute Renaissance né à Galliate
- Achille Varzi, né le 8 août 1904 à Galliate dans le Royaume d'Italie et mort le 1er juillet 1948 à Bremgarten bei Bern en Suisse, est un pilote automobile et motocycliste italien
- Guy Harloff (1933-1991), artiste, y est mort.